# Helene Berg (Politikerin)
Helene Berg, geborene Helene Veser, (* 10. April 1906 in Mannheim; † 21. Februar 2006 in Berlin) war eine deutsche Widerstandskämpferin gegen den Nationalsozialismus, Hochschullehrerin und Funktionärin der Kommunistischen Partei Deutschlands (KPD) und der Sozialistischen Einheitspartei Deutschlands (SED) in der Deutschen Demokratischen Republik (DDR). Sie war von 1958 bis 1989 Mitglied des Zentralkomitees (ZK) der SED und Direktorin des Instituts für Gesellschaftswissenschaften beim ZK der SED.

## Leben
Veser, Tochter eines Müllers und späteren Holzfabrikarbeiters und eines Dienstmädchens, absolvierte nach der Volksschule bis 1923 eine Lehre zur Schneiderin und arbeitete bis 1928 in Mannheim in diesem Beruf. 1921 wurde sie Mitglied der Sozialistischen Arbeiter-Jugend (SAJ), 1922 im Deutschen Bekleidungsarbeiter-Verband und 1924 im Kommunistischen Jugendverband Deutschlands (KJVD), wo sie Mitglied der erweiterten Bezirksleitung Baden-Baden wurde. In dieser Zeit war Veser an antimilitaristischen Aktionen gegen die französischen Besatzungstruppen in der Pfalz beteiligt und leistete sogenannte Zersetzungsarbeit innerhalb der Polizei. 1926 besuchte sie die Volksheim-Hochschule des Allgemeinen Deutschen Gewerkschaftsbundes (ADGB) in Tinz. Im Oktober 1927 wurde Veser Mitglied der Kommunistischen Partei Deutschlands (KPD).
Bis 1928 leitete Veser die Frauenarbeit in der Bezirksleitung Baden und war dann bis 1931 Kursantin an der Internationalen Lenin-Schule (ILS) in Moskau. Sie erhielt die sowjetische Staatsbürgerschaft. Von 1929 bis 1931 war sie Mitglied der Kommunistischen Partei der Sowjetunion (KPdSU). 1931 kehrte Veser nach Deutschland zurück und übernahm höhere Funktionen innerhalb der KPD. 1931/32 war sie Instrukteurin der Abteilung Agitation und Propaganda in Berlin. 1932 bis zur Machtübernahme der Nationalsozialisten und dem Verbot kommunistischer Betätigung im März 1933 war sie Agitpropsekretärin der Bezirksleitung Hannover. 
Bis 1935 setzte Veser die Parteiarbeit in der Illegalität fort. 1933 wurde sie Agitpropsekretärin der Bezirksleitung in Halle (Saale) und im selben Jahr, als Nachfolgerin von Max Opitz, politische Leiterin der Bezirksleitung Württemberg. 1934/35 war sie unter dem Decknamen Lotte Instrukteurin der Bezirksleitung Saargebiet. 1935 ging Veser über Frankreich in die Emigration in der Sowjetunion und erhielt den Parteinamen Helene Berg, den sie auch nach Kriegsende als offiziellen Namen behielt. 
Von 1935 bis 1937 war Berg unter dem Decknamen Lene Neckar stellvertretende Leiterin des deutschen Sektors der Internationalen Leninschule und zugleich Lehrerin für Geschichte der KPdSU und für Geschichte der deutschen Arbeiterbewegung in Moskau. 1938 wurde sie Mitarbeiterin des Info-Radios in Moskau und später Konsultantin bei den sowjetischen Kinderfilmstudios Sojus-Djetfilm.
Bis 1941 erstellte Berg gemeinsam mit Rudolf Lindau Sammlungen zur KPD-Geschichte. Bei Kriegsausbruch übernahm sie unter dem Decknamen Lene Ring die Leitung der deutschen Gruppe an der Schule der Kommunistischen Internationale in Kuschnarenkowo bei Ufa. Im September wurde sie Leiterin des deutschen Sektors der Antifa-Schule für deutsche Kriegsgefangene im Dorf Talizy und lehrte zwischenzeitlich auch an der Parteihochschule der KPdSU in Moskau.
Im April 1946 kehrte Berg nach Deutschland zurück, wurde Mitglied der SED und Hochschullehrerin an der Parteihochschule „Karl Marx“ in Liebenwalde. Von 1946 bis 1951 übernahm sie verschiedene Funktionen in der SED-Landesleitung Sachsen-Anhalt. Hier war sie enge Mitarbeiterin von Bernard Koenen. 1951 war Berg vorübergehend kommissarische Direktorin der Parteihochschule und war dann bis 1958 als Professorin Direktorin des Institutes für Gesellschaftswissenschaften beim ZK der SED. 
Von 1954 bis 1958 war Berg Kandidatin und dann bis 1989 Mitglied des Zentralkomitees der SED. Von 1958 bis 1971 war sie Redakteurin und Vertreterin der SED bei der in Prag erscheinenden Zeitschrift Probleme des Friedens und des Sozialismus. Von 1972 bis 1974 war sie stellvertretende und dann bis 1979, als Nachfolgerin von Karl Maron, Direktorin des Instituts für Meinungsforschung beim ZK der SED. Von 1979 bis 1989 war Berg Konsultantin in der Abteilung für Internationale Verbindungen des ZK der SED. Von 1990 bis zu ihrem Tod war Berg Mitglied des Rates der Alten der SED-PDS, später der Partei des Demokratischen Sozialismus (PDS). 
Berg war mit dem ersten Minister für Volksbildung der DDR Paul Wandel verheiratet und verstarb 2006 in Berlin.

## Ehrungen in der DDR
- 1955 Clara-Zetkin-Medaille
- 1956 Vaterländischer Verdienstorden in Silber
- 1965 Banner der Arbeit
- 1966 Karl-Marx-Orden
- 1968 Vaterländischer Verdienstorden in Gold
- 1971 Ehrenspange zum Vaterländischen Verdienstorden in Gold
- 1976 Ehrendoktorin der Akademie für Gesellschaftswissenschaften beim ZK der SED
- 1976 Stern der Völkerfreundschaft in Gold
- 1981 Großer Stern der Völkerfreundschaft
- 1985 Medaille „40. Jahrestag des Sieges im Großen Vaterländischen Krieg 1941–1945“[1]